# 黑白潛行2
《黑白潛行2》（英語：The Grey Men 2）是一部2025年的香港犯罪動作片，由黃羿導演，安志傑、曾志偉領銜主演，汪東城、藍燕、袁富華、林子善主演。於2025年1月25日在優酷首播。

## 演員
| 演員              | 角色                              | 介紹 |
| 安志傑            | 鄭吒（吒哥） （粵語配音：黃建弘） | 金牌打手 臥底警察 宋邦的得力金牌打手，後反目 蘇萬好友兼老大 羅恩下屬，被其出賣 後被宋邦設局炸死，死前吩咐小刀讓蘇萬整形成自己的模樣                          |
| 曾志偉            | 宋邦                              | 本片終極大反派 黑幫老大 為人行事心狠手辣，達到目的不擇手段 鄭吒的老大，後反目 蘇萬的殺父仇人 以替羅恩還債威逼其與自己合作 最後殺害蘇萬後，被在醫院的派娜刺死 |
| 汪東城 （整容前） | 蘇萬                              | 金牌打手，身手了得 真正身份為村長兒子，為父親蘇泰報仇 鄭吒好友兼手下，被臨死前的他要求整形為其模樣以保命 接近宋邦為自己父親報仇 最後被宋邦槍殺身亡           |
| 安志傑 （整容後） | 蘇萬                              | 金牌打手，身手了得 真正身份為村長兒子，為父親蘇泰報仇 鄭吒好友兼手下，被臨死前的他要求整形為其模樣以保命 接近宋邦為自己父親報仇 最後被宋邦槍殺身亡           |
| 藍燕              | 派娜                              | 鄭吒愛人 最後在醫院得知宋邦殺死鄭吒後刺死其 |
| 袁富華            | 羅恩                              | 本片大反派 警官 因欠下巨債而被宋邦要求合作出賣鄭吒 鄭吒上司，後出賣其 後被整形成鄭吒的蘇萬槍殺身亡                                                           |
| 林子善            | 小刀 （粵語配音：李家輝）         | 小混混，鄭吒手下 被臨死前的鄭吒要求告知蘇萬整形之事 |
| 何慈茵            | 劉易斯                            | 本片反派 毒品供應商 做事瘋狂而在道上成名 後被宋邦指派的鄭吒及蘇萬刺殺                                                                                        |
| 王東              |                                   | 旅遊局長 |
| 吳瑞庭            | 蘇泰                              | 村長 蘇萬的父親 開頭因不肯妥協而被宋邦槍殺身亡 |

## 制作
本片早於2024年3月在網路電影拍攝備案出現，並表示正式開始製作。
本片於2024年9月6日於泰國開機，並宣布汪東城、藍燕的加盟。